# بزرگراه شماره یک بریتیش کلمبیا
بزرگراه شماره یک بریتیش کلمبیا (انگلیسی: British Columbia Highway 1) مسیر اصلی بزرگراه ترانس کانادا (TCH) از طریق بریتیش کلمبیا، کانادا است. مجموع مسافت انباشته شده آن از طریق بریتیش کلمبیا ۱۰۳۹ کیلومتر (۶۴۶ مایل)، با احتساب مسافت طی شده با کشتی فرابر است.